# Goran Gavrančić
 Goran Gavrančić (en serbe en écriture cyrillique : Горан Гавранчић), né le 2 août 1978 à Belgrade (Yougoslavie aujourd'hui en Serbie), est un footballeur serbe, qui évoluait au poste de défenseur en Équipe de Serbie-et-Monténégro.

## Carrière
- 1997-2001 : FK Čukarički Stankom  RF Yougoslavie
- 2001-2008 : Dynamo Kiev  Ukraine
- 2008 : PAOK Salonique  Grèce
- 2009-2010 : FK Partizan Belgrade  Serbie
- 2010 : Henan Jianye  Chine

## Palmarès

### En équipe nationale
- 28 sélections et 0 but avec l'équipe de Serbie-et-Monténégro entre 2002 et 2006.

### Avec le Dynamo de Kiev
- Champion d'Ukraine en 2001, 2003, 2004 et 2007.
- Vainqueur de la Coupe d'Ukraine en 2003, 2005, 2006 et 2007.
- Vainqueur de la Supercoupe d'Ukraine en 2004, 2006 et 2007.
- Vainqueur de la Coupe de la CEI en 2002.